# 더 터보 컴퍼니의 음반
이 문서는 터보제이케이컴퍼니의 발매한 음반목록이다. 터보가 발매한 음반이다.

## 2010년대
- 2015년 12월 21일 터보 - AGAIN
- 2017년 7월 25일  터보 - TURBO SPLASH
- 2017년 8월 27일 터보 - 판타스틱 듀오 2 Part.13

## 2020년대
- 2021년 8월 16일 김종국 - [Digital Single] Season Songs[1]
- 2021년 8월 30일 김종국 - [Digital Single] 눈물을 훔친다 (금혼령 X 김종국)
- 2021년 10월 23일 김종국 - [Digital Single] 걷고 싶다
- 2022년 1월 27일 김종국 - [Digital Single] My Love (김종국 X soundtrack#1)
- 2022년 7월 6일 김종국 - [Digital Single] I LUV U (with 미란이)[2]
- 2024년 3월 19일 김종국 - [Digital Single] 봄이 왔나 봐